# Barwiński (herb szlachecki)
Barwiński (Krzyż I) – polski herb szlachecki, nadany w zaborze austriackim.

## Opis herbu
W polu błękitnym krzyż kawalerski złoty.
Klejnot: Trzy pióra strusie błękitne między złotymi.
Labry błękitne, podbite srebrem.

## Najwcześniejsze wzmianki
Nadany doktorowi teologii Marcinowi Barwińskiemu razem z drugim stopniem szlachectwa (Ritter von) w Galicji 19 czerwca 1834 roku.

## Herbowni
Barwiński.